# Ngoáy tai

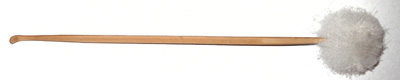
Một cái ngoáy tai bằng tre với bông lông tơ

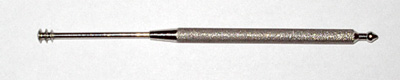
Một cái ngoáy tai bằng kim loại

Ngoáy/móc/lấy ráy tai (tiếng Anh: ear pick) bao gồm thìa/muỗng tai (tiếng Anh: ear scoops/spoons) là một loại dụng cụ nạo dùng để làm sạch ráy tai (cerumen) trong ống tai. Chúng được ưa chuộng và sử dụng phổ biến ở Đông Á, Nam Á và Đông Nam Á vì người châu Á có xu hướng phát triển ráy tai khô.
Ở châu Á, theo truyền thống chúng được làm từ tre hoặc kim loại quý như bạc hoặc vàng, nhưng hiện nay phổ biến hơn là từ thép không gỉ hoặc nhựa. Các muỗng tai ở châu Âu được sản xuất từ đầu thế kỷ 19 được làm từ đồng hoặc kim loại quý như bạc.
Một số chuyên gia y tế không khuyến khích dùng ngoáy tai để loại bỏ ráy tai vì nguy cơ làm tổn thương tai và gây nhiễm trùng. Nó cũng được cho là tác động đẩy/dồn ráy tai vào trong ống tai, như trường hợp ngoáy tăm bông khi lỗ tai khô, khiến việc lấy ráy tai trở nên khó khăn hơn, thậm chí gây giảm thính lực.

## Các loại
Ngoài nhiều loại vật liệu được sử dụng để làm các loại ngoáy tai thì còn rất đa dạng nhiều chủng loại khác nhau về các loại đầu (tip) và cách trang trí của chúng. Dụng cụ ngoáy tai bằng nhựa dùng một lần với tăm bông ở một đầu ngày càng phổ biến.

### Phần đầu
- Múc: Là loại đầu truyền thống và thường thấy nhất để lấy tai. Chúng bao gồm một muỗng hoặc muỗng nhỏ (2-5 mm) được sử dụng để cạo và lấy ráy tai.
- (Các) vòng : Các khuyên làm bằng một hoặc nhiều vòng dây uốn cong nửa lồng vào nhau. Các vòng dây sẽ cạo và đánh bật ráy tai, sau đó được đặt vào giữa các vòng dây. Mẹo này không hoạt động tốt trong việc loại bỏ ráy tai dạng ướt. Một biến thể của loại này là các vòng dây được xoắn thành hình xoắn ốc, có hình dạng tương tự như đầu tăm bông. Đầu dò Jobson-Horne được sử dụng trong khoa tai mũi họng thực chất là một dụng cụ ngoáy tai dạng vòng, trong đó muôi nạo được tạo nhiều lỗ hổng (fenestrated) để loại bỏ hiệu quả ráy tai khô hoặc ẩm.[5]
- Đĩa: Nhiều đĩa hình tròn, thường là ba đĩa, mở rộng như vòng ra từ một trục hình trụ mỏng.

### Các kiểu dáng tô điểm
- Bông lông tơ: Một quả cầu lông tơ ngỗng nằm ở đầu đối diện của ngoáy tai cách xa phần đầu/chóp. Kiểu này được sử dụng để làm sạch những đốm ráy tai nhỏ li ti trên tai ngoài có thể bị vỡ ra trong quá trình làm sạch tai.
- Ngừng an toàn: Một phương tiện ngăn chặn sự đưa sâu vào ống tai để ngăn ngừa tổn thương màng nhĩ.
- Chiếu sáng: bóng đèn hoặc đèn LED chiếu ánh sáng qua đầu nhựa trong (thường là loại múc) của ngoáy tai để chiếu sáng bên trong ống tai, giúp dễ làm sạch tai.
- Tượng nhỏ: một tượng nhỏ (figurine) bằng nhựa hoặc bằng gỗ, chẳng hạn như daruma nhỏ hoặc các nhân vật phim hoạt hình được đặt ở đầu đối diện phần đầu. Chúng tồn tại chủ yếu để nâng cao tính thẩm mỹ cho chiếc ngoáy tai.
- Tăm: Một số loại ngoáy tai có đuôi nhọn, được dùng làm tăm. Thiết kế này thường thấy ở một số loại ngoáy tai của Trung Quốc và châu Âu cũ.

- Ngoáy tai kẹp tóc kiểu truyền thống (mimikaki kanzashi)
- Ngoáy tai kẹp tóc kiểu hiện đại (mimikaki kanzashi)
- Bộ đồ dùng tự chăm sóc bản thân bằng đồng châu Âu cổ đại (toilettbestecke) có muỗng tai bằng nhíp
- Đồ dùng tự chăm sóc bản thân bằng đồng Thụy Sĩ với một chiếc nhíp, muỗng tai và dụng cụ làm sạch móng tay. Có thể mặc như một Chatelaine.[6]
- Một chiếc muỗng tai hình trụ có rãnh ở Ethiopia được làm để đeo quanh cổ (1)
- Một chiếc bịt tai hình trụ có rãnh ở Ethiopia được làm để đeo quanh cổ (2)

## Văn hoá

### Đông và Nam Á
Ngoáy tai là vật dụng được sử dụng phổ biến và được ưa chuộng để lấy ráy tai ở Đông Á, Nam Á và Đông Nam Á ; hầu hết mọi người ở những khu vực này đều có ráy tai khô và có thể dễ dàng lấy ra bằng dụng cụ.
Nó có thể được sử dụng riêng lẻ từng cá nhân hoặc bởi người khác. Người được làm sạch tai thường nằm hoặc cúi xuống và cúi đầu vào lòng người làm vệ sinh. Việc làm sạch tai thường được thực hiện bởi cha mẹ đối với trẻ em hoặc người lớn, đối tác của họ. Nó cũng có thể được thực hiện bởi những người làm sạch tai chuyên nghiệp (phi y tế) bởi thợ cắt tóc trong các tiệm cắt tóc cố định hoặc di động trên đường phố của các thành phố ở các quốc gia như Ấn Độ, Trung Quốc và Việt Nam. Một số cá nhân thấy ngoáy tai là một thú vui cao độ giúp giải tỏa căng thẳng, do đó góp phần làm cho dịch vụ này được phổ biến ở các cơ sở châu Á như spa, thẩm mỹ viện và massage.

### Châu Âu
Những chiếc thìa ngoáy tai và ngoáy tai được tìm thấy có niên đại từ thời kỳ hậu Trung Cổ của lịch sử nước Anh trở về thời La Mã. Muỗng tai cũng được tìm thấy ở các địa điểm khai quật khảo cổ học ở Scandinavi thời Viking. Những chiếc muỗng trang trí công phu cũng đã được tìm thấy ở các di chỉ Anglo-saxon vào thế kỷ thứ 9.

## Các mối nguy tiềm ẩn
Việc ngoáy tai có thể gây nguy hiểm cho sức khỏe đối với tai người. Một nguy cơ tiềm ẩn là vô tình làm thủng màng nhĩ và/hoặc làm vỡ màng xương tai giữa (ossicles) trong khi ngoáy tai. Việc sử dụng dụng cụ ngoáy tai không được khử trùng cũng có thể gây nhiễm trùng khi chúng được dùng chung giữa các cá nhân khác nhau.
Việc làm sạch tai nói chung cũng có thể không hiệu quả khi được sử dụng bởi một người có ít kinh nghiệm hoặc hướng dẫn. Khi thực hiện không đúng cách, một lượng đáng kể ráy tai có thể bị đẩy sâu hơn vào trong ống tai chứ không phải loại bỏ. Màng tai mỏng manh và có thể dễ bị hỏng. Tai cũng có khả năng tự làm sạch và cần ráy tai để bảo vệ tai khỏi bụi bẩn và nhiễm vi khuẩn.